# Palola
Palola is een geslacht van borstelwormen uit de familie van de Eunicidae.

## Soorten
- Palola accrescens (Hoagland, 1920)
- Palola brasiliensis Zanol, Paiva & Attolini, 2000
- Palola ebranchiata (Quatrefages, 1866)
- Palola edentulum (Ehlers, 1901)
- Palola esbelta Morgado & Amaral, 1981
- Palola leucodon (Ehlers, 1901)
- Palola madeirensis (Baird, 1869)
- Palola pallidus Hartman, 1938
- Palola paloloides (Moore, 1909)
- Palola siciliensis (Grube, 1840)
- Palola simplex (Peters, 1854)
- Palola valida (Gravier, 1900)
- Palola vernalis (Treadwell, 1922)
- Palola viridis Gray in Stair, 1847

### Nomen dubium
- Palola bitorquata (Grube, 1870)
- Palola dubia (Woodworth, 1907)
- Palola gallapagensis (Kinberg, 1865)
- Palola longicirrata (Kinberg, 1865)